# 家常事
《家常事》（法語：Pot-Bouille）是埃米尔·左拉的《卢贡-马卡尔家族》系列小说中的第十部，1882年开始连载，1883年出版。
这部小说是对法兰西第二帝国资产阶级风俗的控诉。场景设置于巴黎的一座公寓楼，当时属于较新式的住房，文中描写了这座建筑新立面背后隐藏的各种不同的、有时令人不快的元素，暗示这座外表上得体的资产阶级公寓楼自命不凡的外表背后，隐藏着贪婪、野心和堕落。
原文的法文标题Pot-Bouille很难用其他语言表达。这是一个19世纪的法语俚语，指用于准备炖菜的大型烹饪锅，旨在传达一种不同成分的感觉，建筑中的不同居民混合在一起，创造出一种强有力的、令人兴奋的混合物，就像一道浓汤。在其他语言中并没有对等的词来表达这一点，最接近的术语可能是“熔炉”。在1937年的美国电影《左拉传》中，这部小说的英文标题称为“炙手可热”（ Piping Hot）。